# Pefurazoat
Pefurazoat ist eine chemische Verbindung aus der Gruppe der Imidazole. Pefurazoat ist ein Fungizid, welches 1990 von Ube Industries und Hokko Chemical Industry auf den Markt gebracht wurde.

## Verwendung
Pefurazoat wird als Beizmittel im Reisanbau gegen Fusarium moliniforme (Bakanae), Cochliobolus miyabeanus und den Reisbrandpilz verwendet.

## Stereoisomerie
Pefurazoat ist ein 1:1-Gemisch (Racemat) aus den Enantiomeren mit (S)-(–)- und (R)-(+)-Konfiguration. Dabei soll das (S)-(–)-konfigurierte Isomer um einiges wirksamer sein als dessen Spiegelbildisomer mit (R)-(+)-Konfiguration.
| Pefurazoat (2 Enantiomere) | Pefurazoat (2 Enantiomere) |
| -------------------------- | -------------------------- |
| (S)-Konfiguration          | (R)-Konfiguration          |

## Zulassung
In den Staaten der EU und in der Schweiz sind keine Pflanzenschutzmittel mit diesem Wirkstoff zugelassen.